# Ethioterpia lichenea
Ethioterpia lichenea är en fjärilsart som beskrevs av Antonius Johannes Theodorus Janse 1940. Ethioterpia lichenea ingår i släktet Ethioterpia och familjen nattflyn. Inga underarter finns listade i Catalogue of Life.